# Johann Innerhofer
Johann Innerhofer (* 27. September 1837 in Schenna; † 5. Dezember 1937 in Innsbruck) war ein österreichischer Gastwirt und Fremdenverkehrspionier.

## Leben
Johann Innerhofer, 1837 als Spross eines alten Burggräfler Geschlechts geboren, bewirtschaftete zunächst von 1866 bis 1874 den väterlichen Besitz Schloss Goyen in Schenna. 1876 übernahm er den Gasthof „Grauer Bär“ in Innsbruck, den er zu einer der ersten bürgerlichen Gaststätten der Landeshauptstadt ausgestalten ließ, insbesondere seit der Eröffnung der Arlbergbahn im Jahr 1884.

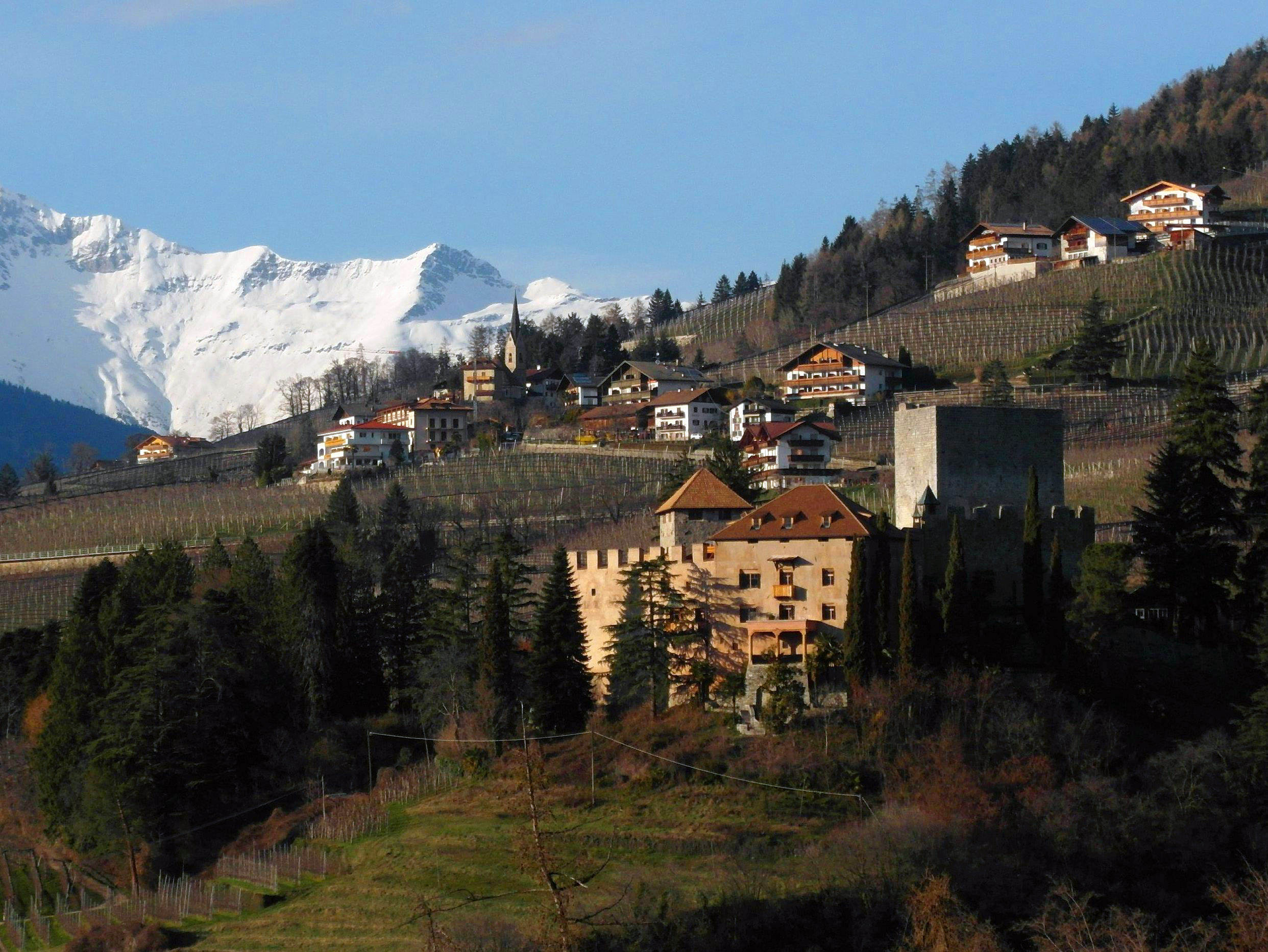
Burg Goyen in Schenna

Als Mitglied des Gemeinderates von 1880 bis 1883 beziehungsweise von 1886 bis 1902 und der Handelskammer sowie als Obmann der Gastwirtegenossenschaft hatte Innerhofer, der auch als Meisterschütze weit über seine Heimat hinaus bekannt war, einen wesentlichen Anteil an der Entwicklung des Tiroler Fremdenverkehrs. Johann Innerhofer, der 1937 starb, übergab 1903 seinen Gasthof an seinen Sohn Franz.